# Mr. ジレンマン 色情狂い
『Mr.ジレンマン 色情狂い』（ミスタージレンマン しきじょうぐるい）は、1979年公開の日本映画。日活ロマンポルノの一作である。
家ではだめおやじの岩田勘太郎が、ある日正義と真実、全国の処女の友「ジレンマン」に変身。仮面をつけることで普段出来ないことをメチャメチャにやってしまうドタバタ・ピンクコメディ。
原作は実業之日本社『漫画サンデー』連載の笠太郎による同名漫画。劇団東京乾電池の面々が大挙出演している。
ウェブサイト・middle-edgeでは、本作と同じ柄本明、ベンガル、小川亜佐美出演の1979年公開『赤塚不二夫のギャグ・ポルノ　気分を出してもう一度』のヒットが、本作の制作につながったとしている。

## 登場人物
岩田勘太郎
演 - 柄本明
建設会社の万年課長補佐。会社でも家でも居場所を失ったある日大変身を誓い、ジレンマンとなる。
岩田百恵
演 - 橘雪子
勘太郎の妻。
岩田ユカリ
演 - 朝霧友香
勘太郎の娘。
岩田哲夫
演 - 青柳鉄也
勘太郎の息子。
千代
演 - 小川亜佐美
勘太郎が常連の店のママ。
美代子
演 - 梓ようこ
榊原
演 - 日向明子
勘太郎の部下。しかしある日を境に秘書課へと移動となる。
樫山
演 - 高田純次
勘太郎の会社の専務。勘太郎をわが社の恥と激怒する。
社長
演 - 綾田俊樹
好色の社長。
嵐
演 - 小形雄二
野口
演 - ベンガル
勘太郎の部下。にせジレンマンへと変身する。
女高生
演 - 赤木理恵

## スタッフ
- 監督：小沼勝
- 脚本：荒井晴彦
- 原作：笠太郎
- 企画：山田耕大
- 製作：村井良雄
- 撮影：前田米造
- 美術：柳生一夫
- 音楽：ダディ・竹千代＆東京おとぼけcats
- 録音：福島信雅
- 照明：小林秀之
- 編集：井上治
- 助監督：浅田真男
- スチール：目黒祐司